# Michelle Magorian
Michelle Magorian (n. 6 de noviembre de 1947) es una escritora inglesa de temática infantil. Conocido sobre todo por su primera novela, Goodnight Mister Tom, que en 1982 ganó el premio de literatura infantil británica Guardian Prize, y que en 2003 ocupó el puesto número 49 en The Big Read, encuesta realizada por la BBC sobre los 200 libros británicos más populares. También son conocidas sus obras Back Home (Regreso a casa) y A Little Love Song (Una pequeña canción de amor). Magorian vive actualmente en Petersfield, Hampshire, con sus dos hijos, Tom y George.